# Temnaoré (Siglé)
Ne doit pas être confondu avec Temnaoré (Kongoussi).
Temnaoré est une commune située dans le département de Siglé de la province de Boulkiemdé dans la région du Centre-Ouest au Burkina Faso.

## Géographie
Temnaoré est situé à 12 km au sud-ouest de la ville de Boussé.

## Histoire
À la suite de l'évangélisation de Temnaoré, entreprise en 1938, le village devient le centre de la paroisse homonyme (rattachée au diocèse de Koudougou) avec l'édification de l'église Saint-Louis, du couvent des sœurs Sainte-Marie de Torfou et du centre de santé (CSPS) Saint-Louis.

## Démographie
| 2003  | 2006  | 2012 |
| ----- | ----- | ---- |
| 5 006 | 4 540 | -    |

## Éducation et santé
Temnaoré accueille un centre de santé et de promotion sociale (CSPS) tandis que le centre médical avec antenne chirurgicale (CMA) le plus proche se trouve à Nanoro.

## Culture
La fête patronale de Saint-Louis, qui se tient les 25 et 26 août, est un grand lieu de réunion annuelle regroupant jusqu'à 40 000 personnes pour les festivités.